# يين هونغ
يين هونغ (في اللغة الصينية: 尹弘؛ من مواليد يونيو 1963) هو سياسي صيني يشغل حاليا منصب سكرتير الحزب الشيوعي الصيني في أقليم جيانغشي. شغل سابقا منصب حاكم أقليم خنان من ديسمبر 2019 إلى مارس 2021. وفي السابق كان قد أمضى كامل حياته السياسية في شنغهاي.

## السيرة الشخصية
ولد يين في مدينة هوتشو في أقليم جيجيانغ. تخرج من جامعة شنغهاي للتكنولوجيا مع تخصص مزدوج في الهندسة والقانون. بدأ العمل في منظمة رابطة الشبيبة الشيوعية بالجامعة في يوليو 1985 بعد التخرج. وفي عام 1988، حصل على درجة الماجستير في القانون من جامعة شنغهاي جياو تونغ. في عام 1993، كان استاذ زائر لجامعة جنوب إلينويفي الولايات المتحدة الامريكية لمدة عام واحد. في عام 1994 بعد عودته من الولايات المتحدة، أصبح الأمين العام لمنظمة رابطة الشبيبة الشيوعية التابعة لجامعة شنغهاي المنشأة حديثًا.
ثم تم نقله إلى لجنة التخطيط بشنغهاي ليعمل كنائب للمدير في ديسمبر 1994. ثم شغل بعد ذلك منصب نائب حاكم محافظة سونغجيانغ، ونائب حاكم منطقة تشانغنينغ من عام 1996 إلى عام 2001.
في يوليو 2001، انضم إلى الدفعة الثالثة من كوادر شنغهاي في حملة "مساعدة التبت". وبينما كان يبلغ من العمر 38 عامًا، تم تعيينه نائبًا لرئيس الحزب الشيوعي الصيني في شيغاتسي في التبت، إحدى أكثر المدن النائية في الصين، على الحدود مع نيبال وبوتان. أثناء وجوده في التبت، عانى من داء المرتفعات الشديد، مع أعراض الصداع المتكرر والأرق. أشيب شعره بعد عام واحد.
بعد عودته من التبت، تم تعيينه حاكمًا لمنطقة جاباي في يوليو 2004، ثم نائبًا للأمين العام لحكومة شنغهاي في مايو 2008.
في مايو 2012، تم تعيينه عضوًا في اللجنة الدائمة للحزب الشيوعي الصيني في بلدية شنغهاي، وفي يونيو أصبح أمينًا عامًا للجنة الحزب، ثم سكرتير سياسي لكل من يو تشنغ شنغ ثم هان زهنغ. في يناير 2017، تمت ترقيته إلى نائب رئيس الحزب الشيوعي الصيني في شنغهاي.
في 6 ديسمبر 2019، تم تعيينه حاكم مقاطعة خنان بالإنابة. انتخب محافظاً في 14 كانون الثاني 2020. في الفترة التي قضاها في خنان، انتشر وباء فيروس كورونا في الصين. في خنان، تم اتخاذ العديد من الإجراءات الصارمة والمثيرة للجدل، مثل استخدام شاحنات الطين والخنادق لإغلاق الطريق مع خوبي التي كانت مركز الوباء، ووضع شعارات قوية مثل "إذا عدت إلى المنزل أثناء إصابتك بكوفيد-19 فستجلب العار إلى اجيال عائلتك". حظيت هذه الإجراءات بشعبية بين مستخدمي الإنترنت الصينيين على موقع سينا ويبو، وتم الإشادة بيين هونغ باعتباره "حاكم المقاطعة الذي يجب أن تسرقه من الآخرين".
في 31 مارس 2021، تم تعيين يين أمينًا للحزب الشيوعي في قانسو.
في ديسمبر 2022، تم تعيينه أمينًا للحزب الشيوعي في جيانغشي، ليحل محل يي ليان هونغ.